# Teufelshorn
Pour l’article homonyme, voir Teufelshorn (Hohe Tauern).
Le Grosse Teufelshorn (2 362 m) et le Kleine Teufelshorn (2 283 m), littéralement « Grande » et « Petite Corne du Diable » sont deux sommets des Alpes de Berchtesgaden, et particulièrement le point culminant du chaînon de Hagen, entre l'Autriche (land de Salzbourg) et l'Allemagne (Bavière).